# Anatolij Bieriezin
Anatolij Iwanowicz Bieriezin (ros. Анато́лий Ива́нович Бере́зин, ur. 16 grudnia 1931 we wsi Rożdiestwieno w Mordwińskiej ASRR, zm. 28 kwietnia 1998 w Sarańsku) – radziecki polityk, działacz partyjny.
W 1953 ukończył Mordwiński Państwowy Instytut Pedagogiczny, był aktywistą Komsomołu, od 1954 członek KPZR, 1967 ukończył Mordwiński Uniwersytet Państwowy im. Ogariowa, 1969-1970 był I sekretarzem Komitetu Miejskiego KPZR w Sarańsku. 1970-1971 II sekretarz Mordwińskiego Komitetu Obwodowego KPZR, 1971 przewodniczący Rady Ministrów Mordwińskiej ASRR, 1971-1990 I sekretarz Mordwińskiego Komitetu Obwodowego KPZR, od 10 kwietnia do 17 października 1990 przewodniczący Rady Najwyższej Mordwińskiej ASRR/Mordowii. Deputowany do Rady Najwyższej ZSRR od 9 do 11 kadencji i Mordwińskiej ASRR od 5 do 12 kadencji, deputowany ludowy ZSRR.

## Odznaczenia
- Order Lenina (dwukrotnie)
- Order Rewolucji Październikowej
- Order Czerwonego Sztandaru Pracy

I medale.